# Esclavelles
Esclavelles är en kommun i departementet Seine-Maritime i regionen Normandie i norra Frankrike. Kommunen ligger i kantonen Neufchâtel-en-Bray som tillhör arrondissementet Dieppe. År 2022 hade Esclavelles 397 invånare.

## Befolkningsutveckling
Antalet invånare i kommunen Esclavelles
| Referens: INSEE |